# Hacienda los Arcos
Hacienda los Arcos är en ort i Mexiko.   Den ligger i kommunen Tizayuca och delstaten Hidalgo, i den sydöstra delen av landet, 50 km norr om huvudstaden Mexico City. Hacienda los Arcos ligger 2 284 meter över havet och antalet invånare är 429.
Terrängen runt Hacienda los Arcos är platt västerut, men österut är den kuperad. Runt Hacienda los Arcos är det ganska tätbefolkat, med 207 invånare per kvadratkilometer. Närmaste större samhälle är Tizayuca, 2,8 km söder om Hacienda los Arcos. Trakten runt Hacienda los Arcos består till största delen av jordbruksmark.